# Solvente deuterado

Clorofórmio deuterado

Um solvente deuterado é uma substância química, um solvente, pertencente a um grupo de compostos onde um ou mais átomos de hidrogênio são substituídos pelo seu isótopo, deutério. São, portanto, isotopólogos das substâncias compostas apenas de hidrogênio. Estes compostos são frequentemente utilizados em espectroscopia por ressonância magnética nuclear (espectroscopia RMN).

## Exemplos
- Água pesada (D2O)
- Acetona deuterada (Acetona-D6)